# Florence Kasumba
Florence Kasumba   (Kampala, 26 d'octubre de 1976) és una actriu alemanya nascuda a Uganda. És principalment coneguda per la seva interpretació d'Ayo a les pel·lícules del Marvel Cinematic Universe Captain America: Civil War (2016), Black Panther (2018), Avengers: Infinity War (2018) i Black Panther: Wakanda Forever (2022) així com la sèrie de Disney+ The Falcon and the Winter Soldier (2021). També és coneguda per la seva interpretació en pel·lícules alemanyes i neerlandeses. També va interpretar a la senadora Acantha a Wonder Woman (2017), Shenzi a The Lion King (2019) i a la Malvada Bruixa de l'Est a la sèrie de televisió de la NBC Emerald City (2017).

## Carrera
Mentre encara estudiava a la universitat, Kasumba va aconseguir el seu primer paper professional al cinema, Silke, a l'èxit cinematogràfic neerlandès Ik ook van jou. Després de graduar-se a la universitat, va actuar en molts musicals, com ara Chicago, The Lion King, Cats, West Side Story, Evita i Beauty and the Beast. Florence Kasumba va viatjar a la ciutat de Nova York i va ser elegida per al paper principal en la producció d'estrena d'Alemanya de l'èxit musical internacional d'Elton John Aida. També va interpretar a Lisa al repartiment de l'estrena a Alemanya de Mamma Mia!
Kasumba ha aparegut en una varietat de pel·lícules i sèries de televisió en neerlandès, alemany i anglès.
Kasumba va fer el seu debut al Marvel Cinematic Universe a la pel·lícula Captain America: Civil War del 2016. El seu paper va ser acreditat com a guàrdia de seguretat de Black Panther, i va rebre elogis generalitzats per la seva breu escena en què amenaça Black Widow ordenant-li que es mogui. Kasumba va repetir el personatge, Ayo, membre de l'esquadra de lluita de les Dora Milaje, a la pel·lícula en solitari Black Panther, Avengers: Infinity War i la sèrie de streaming The Falcon and the Winter Soldier.
Va interpretar a la senadora Acantha a Wonder Woman del 2017 i la Malvada Bruixa de l'Est a la sèrie de televisió de la NBC Emerald City. Reparteix el seu temps entre produccions de cinema i televisió estatunidenques i alemanyes.
El 2019, Kasumba va aconseguir el personatge de Shenzi al remake animat per ordinador, El rei lleó (2019) dirigit per Jon Favreau, al costat de Keegan-Michael Key i Eric André com a Kamari i Azizi.

## Premis i nominacions
Va ser nominada al Black Entertainment Film Fashion Television & Arts Award for International Rising Star el 2016, contra Lupita Nyong'o, John Boyega i Lisa Awuku. Kasumba va aparèixer al costat de Nyong'o a Black Panther.

## Filmografia

### Pel·lícules
| Any  | Títol                                   | Paper           | Director(s)         | Notes                                    |
| ---- | --------------------------------------- | --------------- | ------------------- | ---------------------------------------- |
| 2001 | I Love You Too                          | Silke           | Ruud van Hemert     |                                          |
| 2006 | The Stoning                             | Nilophé         | Harald Holzenleiter |                                          |
| 2012 | Transpapa                               | Tessi           | Sarah-Judith Mettke |                                          |
| 2014 | Zeit der Kannibalen                     | Florence        | Johannes Naber      |                                          |
| 2016 | Offline – Das Leben ist kein Bonuslevel | Skuld           | Florian Schnell     |                                          |
| 2016 | Captain America: Civil War              | Ayo             | Anthony & Joe Russo | Cameo; Acreditada com a "Security Chief" |
| 2016 | How Men Talk About Women                | Sabine          | Henrik Regel        |                                          |
| 2017 | Wonder Woman                            | Senator Acantha | Patty Jenkins       |                                          |
| 2017 | Arthur & Claire                         | Maitre          | Miguel Alexandre    |                                          |
| 2018 | Black Panther                           | Ayo             | Ryan Coogler        |                                          |
| 2018 | Avengers: Infinity War                  | Ayo             | Anthony & Joe Russo |                                          |
| 2018 | Mute                                    | Tanya           | Duncan Jones        |                                          |
| 2019 | The Lion King                           | Shenzi La Hyène | Jon Favreau         | (veu)                                    |
| 2022 | Black Panther: Wakanda Forever          | Ayo             | Ryan Coogler        |                                          |
| 2022 | A Midsummer Night's Dream               | Hippolyta       | Sacha Bennett       |                                          |
| 2023 | Get Up                                  | Natalie         | Lea Becker          |                                          |

### Televisió
| Any       | Títol                                    | Paper                  | Notes                                                                             |
| --------- | ---------------------------------------- | ---------------------- | --------------------------------------------------------------------------------- |
| 2006–2016 | Tatort                                   | Diversos               | 7 episodis                                                                        |
| 2007      | Die Familienanwältin                     | Mboose Thallert        |                                                                                   |
| 2007      | Four Women and a Funeral                 | Freedom                |                                                                                   |
| 2010      | Vienna Crime Squad                       | Mira Wiesinger         |                                                                                   |
| 2012      | Das Vermächtnis der Wanderhure           | Alika                  | TV movie                                                                          |
| 2013      | Großstadtrevier                          | Sisi Ngoro             |                                                                                   |
| 2013      | Der letzte Bulle                         | Denise Mokaba          |                                                                                   |
| 2013      | In aller Freundschaft                    | Imani Kutesa           |                                                                                   |
| 2014      | The Quest                                | Talmuh                 | 10 episodis                                                                       |
| 2015      | Es kommt noch besser                     | Doctor                 | TV movie                                                                          |
| 2015      | Letzte Spur Berlin                       | Madame Manyong         | Episodi: "Abseitsfalle"                                                           |
| 2015      | Dominion                                 | Daria                  | 3 episodis                                                                        |
| 2016–2017 | Emerald City                             | East                   | 3 episodis                                                                        |
| 2017      | Dr. Klein                                | Grace Kahindi-Bäumer   | Episodi: "Pläne"                                                                  |
| 2018      | Alarm für Cobra 11 - Die Autobahnpolizei | FBI Agent Karen Morris | Episodi: "Most Wanted"                                                            |
| 2018      | Deutschland 86                           | Rose Seithathi         | 10 episodis                                                                       |
| 2019–2024 | Tatort                                   | Anaïs Schmitz          | 5 episodis                                                                        |
| 2019      | Criminal: Germany                        | Antje Borchert         | 3 episodis                                                                        |
| 2020      | de                                       | Officer Nique Navar    | 8 episodis                                                                        |
| 2020      | Deutschland 89                           | Rose Seithathi         |                                                                                   |
| 2020      | Blind ermittelt - Zerstörte Träume       | Solveig Schachner      | TV movie                                                                          |
| 2021      | The Falcon and the Winter Soldier        | Ayo                    | 3 episodis                                                                        |
| 2021      | Marvel Studios: Assembled                | Ella mateixa           | Documental; Episodi: "Assembled: The Making of The Falcon and the Winter Soldier" |
| 2021      | Kitz                                     | Regine Forsell         | 5 episodis                                                                        |
| 2022      | Cold Case History                        | Ella mateixa           | Documental; 6 Episodis                                                            |
| 2023      | Kizazi Moto: Generation Fire             | Katono (veu)           | Episodi: "Herderboy"                                                              |